# Protoplast
Protoplast (iz stare grščine πρώτον (prvi) + πλάθω ali πλάττω (oblikovati)) je rastlinska, glivna ali bakterijska celica, ki nastane s popolno mehansko ali encimsko  odstranitvijo celične stene. Če je celična stena le delno odstranjena, govorimo o sferoplastu.

## Encimi za odstranitev celične stene
Celične stene so zgrajene iz različnih polisaharidov in jih je moč odstraniti z uporabo ustreznih encimov, ki razgradijo polisaharidne molekule:
| Vrsta celice            | Encim               |
| ----------------------- | ------------------- |
| rastlinska celica       | celulaza, pektinaza |
| grampozitivna bakterija | lizocim (+EDTA)     |
| glivna celica           | hitinaza            |

Po odstranitvi celične stene postane celica občutljiva na osmotske razmere v okolici, zato je protoplaste treba hraniti v izoosmotičnih raztopinah.

## Uporaba protoplastov
Protoplasti se uporabljajo v študijah lastnosti celičnih membran in za vnos makromolekul ali virusov v celico.
Pogosto se protoplasti uporabljajo za vnos tuje DNK pri genskem inženirstvu. Celična stena namreč predstavlja oviro pri transformaciji tuje DNK.